# Lumpy Money
Albums de Frank Zappa
Joe's Menage
(2008) Beat the Boots III
(2009)
Lumpy Money est un album posthume de Frank Zappa sorti le 23 janvier 2009. Il s'agit d'un coffret regroupant trois disques célébrant le quarantième anniversaire de la sortie du premier album solo de Frank Zappa, Lumpy Gravy (enregistré en 1967, paru en mai 1968), et de We're Only in It for the Money. Ce coffret comprend, entre autres, les mixages mono de ces deux albums, ainsi que les remix stéréo effectués par Frank Zappa en 1984, dans son studio UMRK, avec l'ajout d'overdub de batterie par Chad Wackerman et de basse par Arthur Barrow.

## CD1
1. I Sink Trap — 2 min 45 s
2. II Gum Joy — 3 min 44 s
3. III Up & Down — 1 min 52 s
4. IV Local Butcher — 2 min 36 s
5. V Gypsy Airs — 1 min 41 s
6. VI Humchy Punchy — 2 min 06 s
7. VII Foamy Soaky — 2 min 34 s
8. VIII Let's Eat Out — 1 min 49 s
9. IX Teen-Age Grand Final — 3 min 30 s

Mixage mono original (1968) de We're Only in It for the Money
1. Are You Hung Up? — 1 min 26 s
2. Who Needs the Peace Corps? — 2 min 32 s
3. Concentration Moon — 2 min 22 s
4. Mom and Dad — 2 min 16 s
5. Telephone Conversation — 49 s
6. Bow Tie Daddy — 33 s
7. Harry, You're a Beast — 1 min 21 s
8. What's the Ugliest Part of Your Body? — 1 min 02 s
9. Absolutely Free — 3 min 26 s
10. Flower Punk — 3 min 03 s
11. Hot Poop — 26 s
12. Nasal Retentive Calliope Music — 2 min 03 s
13. Let's Make the Water Turn Black — 1 min 58 s
14. The Idiot Bastard Son — 3 min 22 s
15. Lonely Little Girl — 1 min 10 s
16. Take Your Clothes Off When You Dance — 1 min 34 s
17. What's the Ugliest Part of Your Body? (Reprise) — 58 s
18. Mother People — 2 min 31 s
19. The Chrome Plated Megaphone of Destiny — 6 min 23 s

## CD2
Remixage stéréo (1984) de Lumpy Gravy
1. Lumpy Gravy - Part One — 15 min 57 s
2. Lumpy Gravy - Part Two — 17 min 15 s

Remixage stéréo (1984) de We're Only in It for the Money
1. Are You Hung Up? — 1 min 30 s
2. Who Needs the Peace Corps? — 2 min 35 s
3. Concentration Moon — 2 min 17 s
4. Mom and Dad — 2 min 16 s
5. Telephone Conversation — 49 s
6. Bow Tie Daddy — 33 s
7. Harry, You're a Beast — 1 min 22 s
8. What's the Ugliest Part of Your Body? — 1 min 03 s
9. Absolutely Free — 3 min 28 s
10. Flower Punk — 3 min 04 s
11. Hot Poop — 29 s
12. Nasal Retentive Calliope Music — 2 min 03 s
13. Let's Make the Water Turn Black — 1 min 45 s
14. The Idiot Bastard Son — 3 min 17 s
15. Lonely Little Girl — 1 min 12 s
16. Take Your Clothes Off When You Dance — 1 min 35 s
17. What's the Ugliest Part of Your Body? (Reprise) — 57 s
18. Mother People — 2 min 31 s
19. The Chrome Plated Megaphone of Destiny — 6 min 26 s

## CD3
1. How Did That Get In Here? — 25 min 01 s
2. Lumpy Gravy "Shuffle" — 30 s
3. Dense Slight — 1 min 42 s
4. Unit 3A, Take 3 — 2 min 24 s
5. Unit 2, Take 9 — 1 min 10 s
6. Section 8, Take 22 — 2 min 39 s
7. My Favorite Album — 59 s
8. Unit 9 — 41 s
9. N. Double A, AA — 55 s
10. Theme From Lumpy Gravy — 1 min 56 s
11. What's The Fuck Wrong With Her? — 1 min 07 s
12. Intelligent Design — 1 min 11 s
13. Lonely Little Girl (Original Composition - Take 24) — 3 min 35 s
14. That Problem With Absolutely Free — 30 s
15. Absolutely Free (Instrumental) — 3 min 59 s
16. Harry, You're A Beast (Instrumental) — 1 min 16 s
17. What's The Uglest Part of Your Body? (Reprise/Instrumental) — 2 min 01 s
18. Creationism — 1 min 11 s
19. Idiot Bastard Snoop — 47 s
20. The Idiot Bastard Son (Instrumental) — 2 min 48 s
21. What's Happening Of The Universe — 1 min 37 s
22. The World Will Be A Far Happier Place — 21 s
23. Lonely Little Girl (Instrumental) — 1 min 26 s
24. Mom & Dad (Instrumental) — 2 min 16 s
25. Who Needs The Peace Corps? (Instrumental) — 2 min 51 s
26. Really Little Voice — 2 min 28 s
27. Take Your CLothes Off When You Dance (Instrumental) — 1 min 24 s
28. Lonely Little Girl - The Single — 2 min 45 s
29. In Conclusion — 25 s

## Musiciens
- Frank Zappa - guitare, piano, clavier, chant, voix
- Dick Barber - chant
- Jimmy Carl Black - percussion, trompette, batterie, chant
- Eric Clapton - partie parlée
- Roy Estrada - basse, chant
- Bunk Gardner - chant, voix, vent-bois
- Gary Kellgren - chuchotement
- Billy Mundi - batterie, chant
- Don Preston - basse, clavier
- Euclid James "Motorhead" Sherwood - saxophone baryton, saxophone soprano, voix
- Suzy Creamcheese - voix au téléphone
- Ian Underwood - piano, clavier, voix, vent-bois
- Pamela Zarubica - chant
- Sid Sharp - chef d'orchestre
- All Nite John – chœurs (John Kilgore, Apolstolic night manager)
- John Balkin – basse
- Dick Barber – vocals
- James "Spider" Barbour – chœurs
- Arnold Belnick – violon
- Harold Bemko – violon
- Chuck Berghofer – basse
- Jimmy Carl Black – percussions, batterie, chœurs
- Jimmy Bond – basse
- Monica Boscia – chœurs
- Bruce – chœurs
- Dennis Budimir – guitare
- Frank Capp – batterie
- Donald Christlieb – bois
- Gene Cipriano – bois
- Vincent DeRosa – cor
- Joseph DiFiore – violon
- Jesse Ehrlich – violon
- Alan Estes – percussions, batterie
- Gene Estes – percussions
- Louis "Louie The Turkey" Cuneo – chœurs
- Roy Estrada – basse, chœurs
- Larry Fanoga – vocals, chœurs
- Victor Feldman – percussions, batterie
- Bunk Gardner – bois
- James Getzoff – violon
- Philip Goldberg – violon
- John Guerin – batterie
- Jimmy "Senyah" Haynes – guitare
- Harry Hyams – strings
- Jules Jacob – bois
- Pete Jolly – piano
- Ray Kelly – violon
- Jerome Kessler – violon
- Alexander Koltun – violon
- Bernard Kundell – violon
- William Kurasch – violon
- Michael Lang – piano
- Arthur Maebe – cors
- Leonard Malarsky – violon
- Shelly Manne – batterie
- Lincoln Mayorga – piano, harpe
- Euclid James "Motorhead" Sherwood – chœurs
- Ted Nash – bois
- Richard Parissi – cors
- Don Preston – basse, synthétiseur
- Pumpkin (Gail Zappa) – chœurs
- Jerome Reisler – violon
- Emil Richards – percussions
- Tony Rizzi – guitare
- Ronnie – chœurs
- John Rotella – percussions, bois
- Joseph Saxon – violon
- Ralph Schaeffer – violon
- Leonard Selic – violon
- Kenny Shroyer – trombone
- Paul Smith – piano, harpe
- Tommy Tedesco – guitare
- Gilly (Ramirez) Townley – chœurs
- Al Viola – guitare
- Becky Wentworth – chœurs
- Bob West – basse
- Ronny Williams
- Tibor Zelig – violon
- Jimmy Zito – trompette
- Chad Wackermen — batterie
- Arthur Barrow — basse

## Production
- Production : Gail Zappa & Joe Travers
- Ingénierie : John Polito, Bernie Grundman
- Direction musicale : Frank Zappa
- Conception pochette : Gail Zappa
- Graphismes pochette : Michael Mesker